# Aleksander Małecki
Aleksander Antoni Włodzimierz Małecki (4 de septiembre de 1901-septiembre de 1939) fue un deportista polaco que compitió en esgrima, especialista en la modalidad de sable. Participó en los Juegos Olímpicos de Ámsterdam 1928, obteniendo una medalla de bronce en la prueba por equipos.

## Palmarés internacional
| Juegos Olímpicos | Juegos Olímpicos         | Juegos Olímpicos  | Juegos Olímpicos  |
| Año              | Lugar                    | Medalla           | Prueba            |
| ---------------- | ------------------------ | ----------------- | ----------------- |
| 1928             | Ámsterdam (Países Bajos) | Medalla de bronce | Sable por equipos |